# Gorj
Gorj je župa v rumunském Valašsku, leží na jihu země a jejím hlavním městem je Târgu Jiu.

## Charakter župy
Župa hraničí na severu s župou Hunedoara , na východě s župou Vâlcea, na jihu s župou Dolj a na západě s župou Mehedinți a Caraș-Severin. Její území je většinou pahorkaté, severní část vyplňují ale Karpaty; nadmořská výška tam dosahuje až 2 500 m. Z hor vytéká mnoho řek (Jiu, Gilori a ještě nějaké menší), většina z nich se vlévá právě do toku Jiu. Hlavními odvětvími průmyslu je těžba uhlí a jeho zpracování v elektrárnách (Gorj vyrábí okolo 36 % elektrické produkce Rumunska). Kromě toho jsou zde ale i hydroelektrárny, které využívají velký spád řek, tekoucích z hor. Dalšími významnými odvětvími průmyslu je textilní, dřevařský a sklářský. Z dopravního hlediska má tato župa hlavní význam ten, že tudy prochází železnice z Devy do Craiovy přes hlavní město Târgu Jiu, a to průsmykem Pasul Surduc.

## Města
- Târgu Jiu (hlavní)
- Motru
- Rovinari
- Bumbești-Jiu
- Târgu Cărbunești
- Novaci
- Țicleni
- Tismana
- Vladimir (Gorj)